# Antoine Coysevox
Charles Antoine Coysevox (/kwazə'vɔ/; Lione, 29 settembre 1640 – Parigi, 10 ottobre 1720) è stato uno scultore francese.

## Biografia e opere
Era nato a Lione da una famiglia immigrata dalla Spagna (il cognome si pronuncia Cozevo o  Cuasvò). A soli 17 anni portò a termine una statua della Madonna di considerevole merito. Studiò presso Louis Lerambert e si esercitò realizzando copie in marmo dei capolavori della statuaria greca antica (ad esempio la Venere de' Medici e il Castore e Polluce). In seguito venne incaricato dal vescovo di Strasburgo, il Cardinale Fürstenberg, di decorare il suo château a Saverne.
Nel 1666 sposò Marguerite Quillerier, nipote di Lerambert, che morì un anno dopo il matrimonio. Nel 1671, dopo quattro anni a Saverne, si trasferì a Parigi. Nel 1676 il suo busto del pittore Charles Le Brun gli guadagnò l'ammissione all'Académie royale de peinture et de sculpture. L'anno seguente sposò Claude Bourdict.

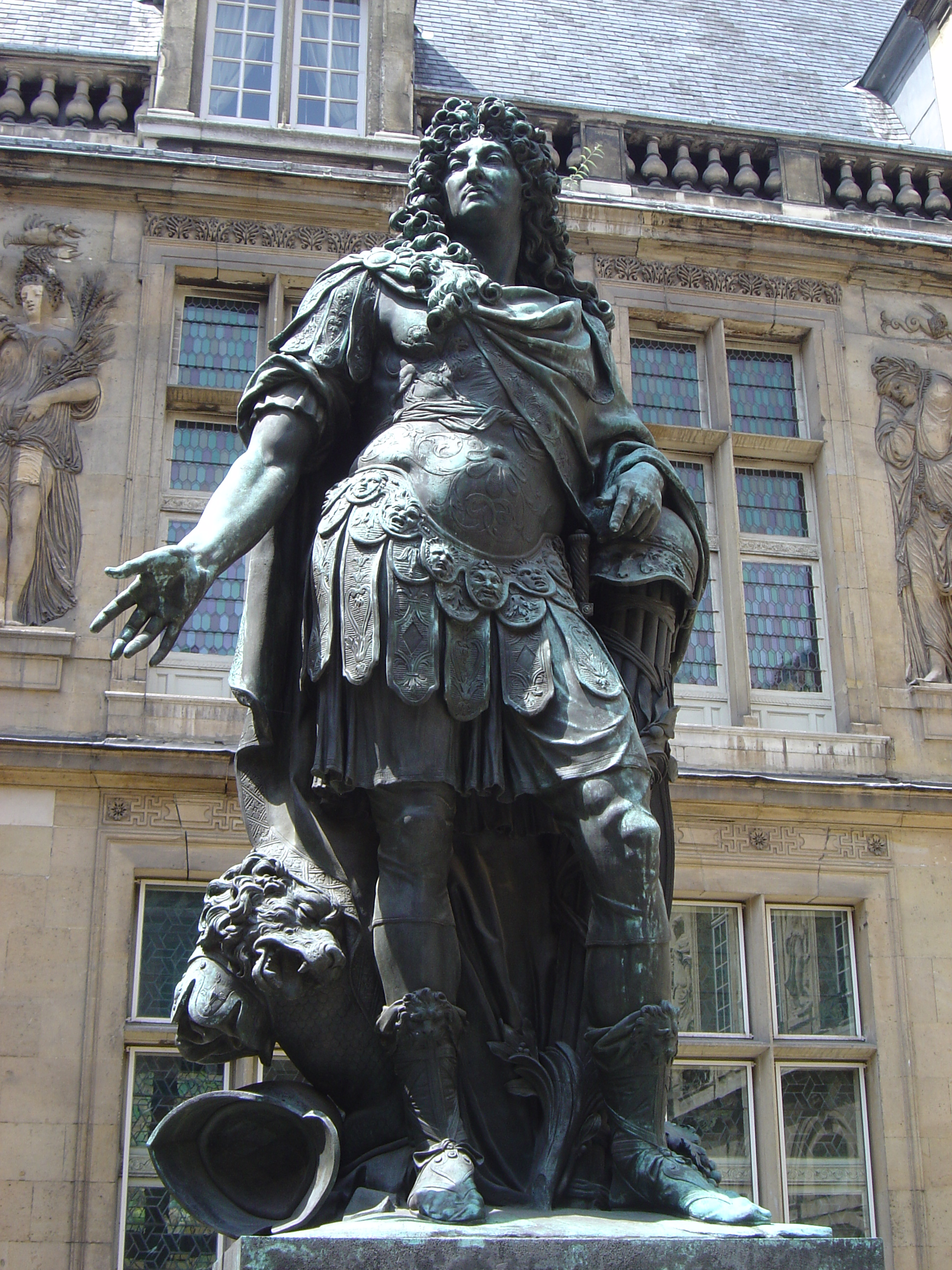
Luigi XIV, di Coysevox

Grazie all'influenza e all'appoggio di Le Brun, tra il 1677 e il 1685 venne incaricato da Luigi XIV di Francia di realizzare gran parte della decorazione e della statuaria per la reggia di Versailles; in seguito, tra il 1701 e il 1709, lavorò, con uguale successo, per il castello di Marly, distrutto nel corso della Rivoluzione francese.
Tra i suoi lavori si ricordano Mercurio e la Famea, dapprima a Many, quindi ai giardini delle Tuileries, Nettuno e Amfitrite, nei giardini di Many, La Giustizia e la Fortezza, a Versailles, e statue-ritratto di molti degli uomini più illustri del tempo, come Luigi XIV e Luigi XV a Versailles, Colbert (a Saint-Eustache), Giulio Mazzarino (nella chiesa des Quatre-Nations), Luigi II di Borbone, Principe di Condé (noto come il Gran Condé) (al Louvre), Maria Teresa di Spagna, Henri de La Tour d'Auvergne, visconte di Turenne, Sébastien Le Prestre de Vauban, i cardinali de Bouillon e de Polignac, François Fénelon, Jean Racine, Jacques Bénigne Bossuet (al Louvre), il conte d'Harcourt, il cardinale Fürstenberg e Charles Le Brun (al Louvre). Coysevox morì a Parigi il 10 ottobre 1720.
Oltre ai lavori sopra citati, Coysevox realizzò anche una dozzina di monumenti funerari e memoriali, tra cui quelli per Colbert (a Saint-Eustache), per il cardinale Mazarino (al Louvre), e per il pittore Le Brun (nella Chiesa di Saint-Nicolas-du-Chardonnet).
Suoi allievi furono Nicolas e Guillaume Coustou.